# Libelle (Nederlands weekblad)
Libelle is een Nederlandstalig vrouwentijdschrift, dat verschijnt in Nederland en is eigendom van het mediabedrijf DPG Media uit Vlaanderen.
Het blad werd opgericht in 1934 en is daarmee het langstlopende Nederlandstalige vrouwentijdschrift.
De naam is afkomstig van het Latijnse "libellus", dat "boekje" of "geschrift" betekent (verkleinwoord van "liber" (boek)). In het Middelnederlands betekende een "libel" of "libelle" een "klein geschrift", "pamflet".

## Geschiedenis
Libelle werd op 13 april 1934 voor het eerst gedrukt bij de NV Uitgeverij. In 1946 ging het blad over naar de katholieke Uitgeverij en Drukkerij De Spaarnestad, die hetzelfde blad met toegevoegde confessionele rubrieken onder de naam Beatrijs ook als katholiek damesblad uitgaf.

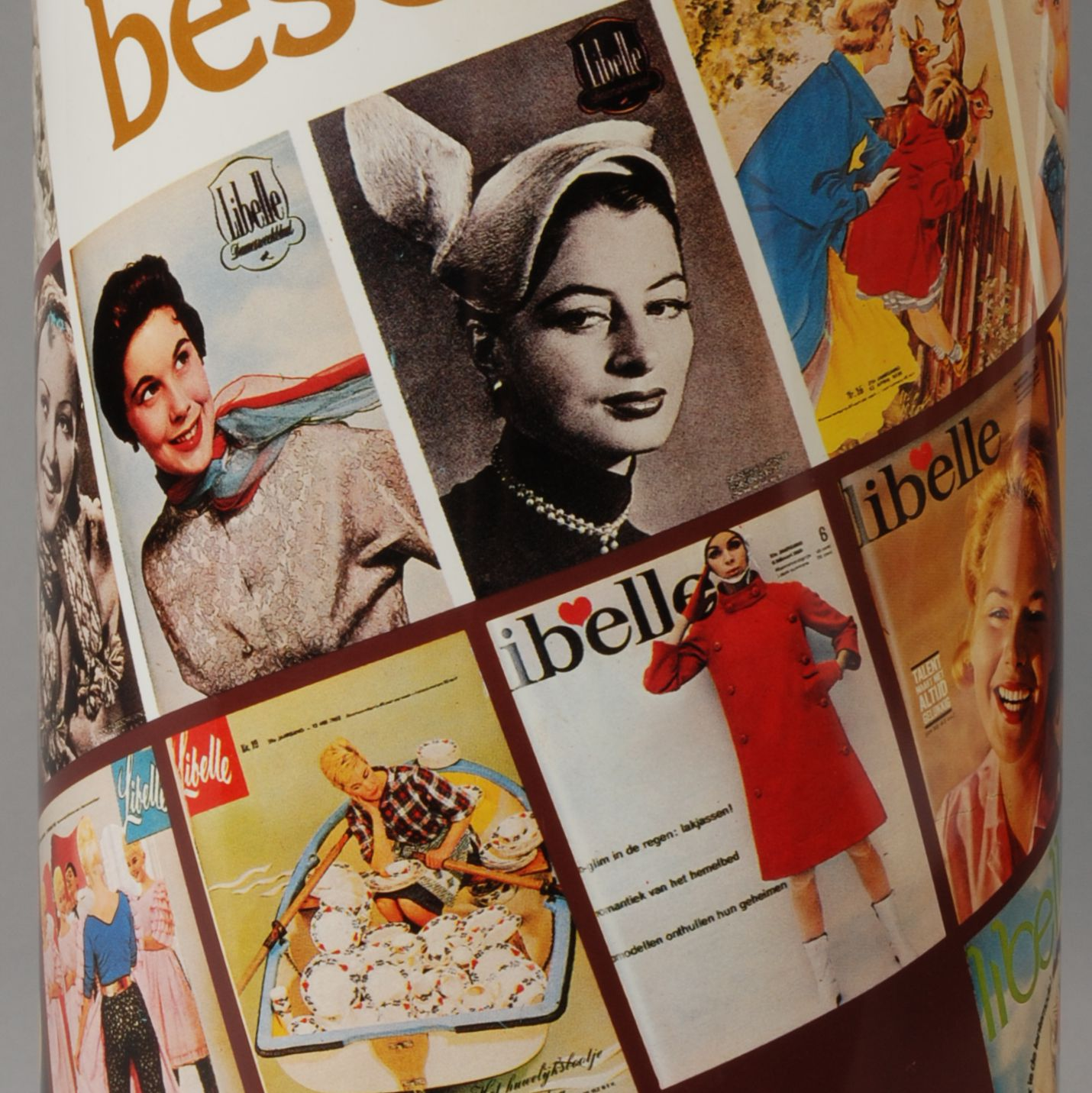
Voorpagina’s van Libelle door de jaren heen op beschuitblik uit 1984-'85

In 1964 fuseerde Cebema (moederbedrijf van De Geïllustreerde Pers; uitgever van onder andere het damesblad Margriet) met De Spaarnestad tot de Verenigde Nederlandse Uitgeversbedrijven (VNU). In 2001 kocht het Finse bedrijf Sanoma voor 1,25 miljard euro de VNU Consumer Information Group waaronder Libelle, Donald Duck, Margriet en veel andere tijdschriften behoorden.
Tot in de jaren 1950 en 1960 was Libelle voornamelijk georiënteerd op kleding, recepten en feuilletons. In de jaren 1970 ontwikkelde het zich tot een meer veelzijdig vrouwentijdschrift. Het biedt informatie op huishoudelijk, psychologisch en maatschappelijk gebied en verhalen.
Bekende medewerksters aan het blad waren Miep Racké-Noordijk (Scheherazade) met haar Libelle-cocktail en Tineke Beishuizen met haar column Bij mij thuis. Een bekende strip in het blad is Jan, Jans en de kinderen van Jan Kruis.
Sinds 2017 geeft Libelle jaarlijks in de zomer een 300 pagina's dik zomervakantieboek en in de winter een wintervakantieboek uit met puzzels, recepten, kleurplaten, spellen, vakantietips en een verhaal. Daarnaast brengt Libelle verschillende speciale edities uit, zoals Libelle Puzzelen, Libelle Specials en Libelle Bookazines. De Specials worden uitgebracht in populaire thema's als tuinieren en wonen. De Bookazines zijn leesboeken in tijdschriftenvorm: een ideale vorm van lezen voor onderweg (of thuis natuurlijk). Naast losse nummers is Libelle ook in verschillende tijdschrift-abonnementen verkrijgbaar. Het tijdschrift biedt zowel lange als korte abonnementen aan, soms gepaard met cadeaus als luxe leren tassen, een servies of een cadeaupakket met verzorgingsproducten.

## Oplage

### Libelle
Oplagegegevens volgens HOI, Instituut voor Media Auditing.
| Jaar | Betaalde gerichte oplage | Totaal verspreide oplage |       |
| ---- | ------------------------ | ------------------------ | ----- |
| 1990 | 747.147                  |                          |       |
| 2000 | 640.101                  |                          |       |
| 2004 | 552.975                  | 556.600                  | [ 4 ] |
| 2006 | 506.597                  | 508.809                  | [ 5 ] |
| 2007 | 492.599                  | 494.678                  | [ 6 ] |
| 2010 | 444.556                  | 431.989                  |       |
| 2011 | 426.869                  |                          | [ 7 ] |
| 2012 | 401.558                  | 405.558                  | [ 8 ] |
| 2013 | 374.141                  |                          |       |
| 2014 | 347.466                  |                          |       |
| 2015 | 326.302                  |                          |       |
| 2016 | 300.310                  |                          |       |
| 2017 | 273.195                  |                          |       |
| 2018 | 256.903                  |                          |       |
| 2019 | 238.843                  |                          |       |
| 2020 | 230.162                  |                          |       |
| 2021 | 221.533                  |                          |       |
| 2022 | 210.888                  | 214.817                  |       |

### Libelle Lekker
| Jaar | Betaalde gerichte oplage | Verspreide oplage |
| ---- | ------------------------ | ----------------- |
| 2022 | 38.006                   | 38.138            |

## Hoofdredacteur

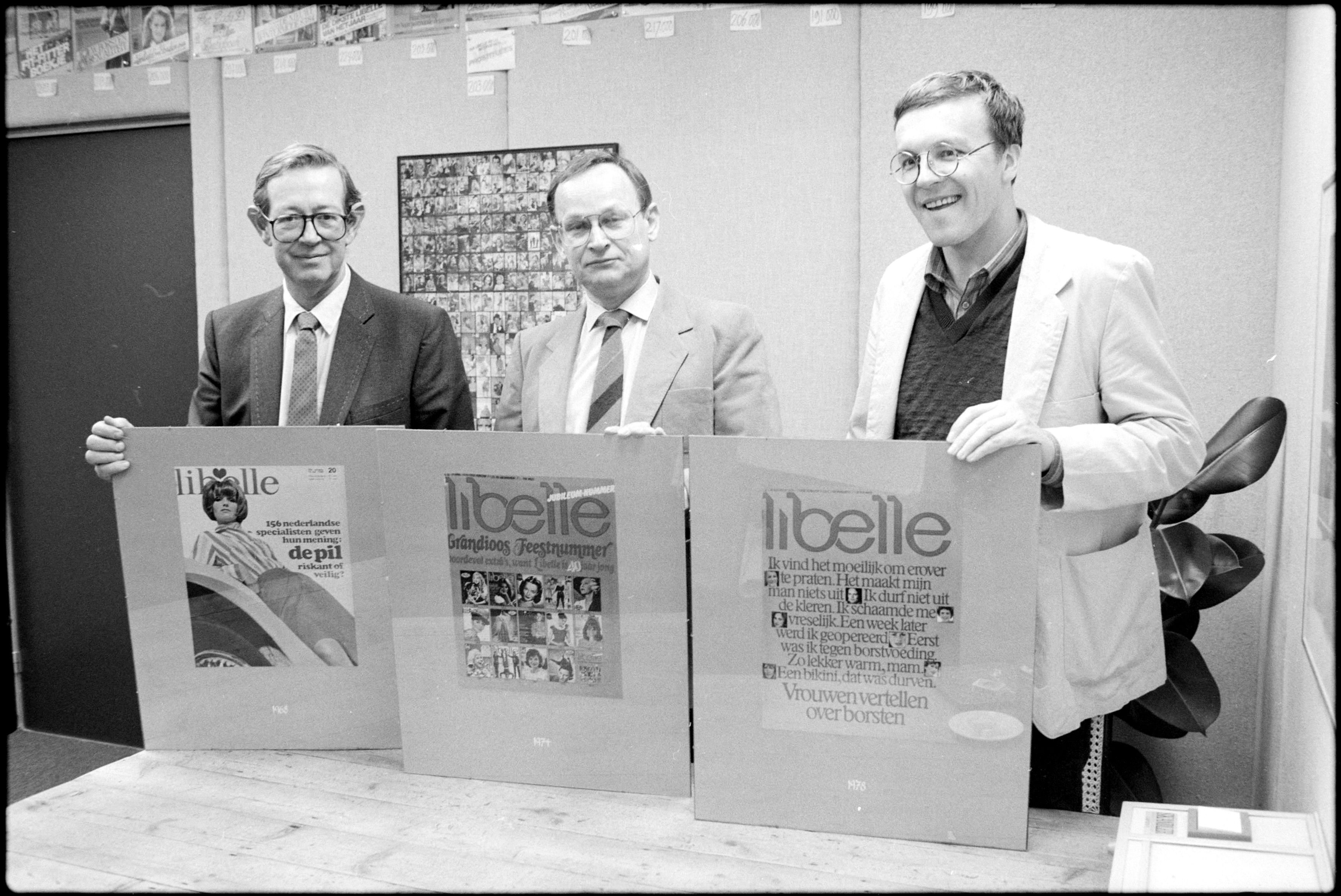
Drie hoofdredacteuren Libelle., dec. 1983

- 1966-1972: Dick Hendrikse
- 1972-1977: Peter Middeldorp
- 1977-1988: Rob van Vuure
- 1988-1995: Els Loesberg
- 1995-1998: Mathias Boswinkel
- 1998-2015: Franska Stuy
- 2015 tot heden: Hilmar Mulder

## Libelle Zomerweek
Al sinds 1996 vindt jaarlijks de Libelle Zomerweek plaats. Het is een evenement voor de Libelle lezeressen en andere geïnteresseerden, waar trends op het gebied van bijvoorbeeld mode, tuin, koken en nieuwe producten worden gepresenteerd. Ook is er ruimte voor ontmoeting met de Libelle-columnisten en zijn er optredens van diverse artiesten. Elk jaar staat een bepaald thema centraal.
In 2016 werd de Zomerweek voor de twintigste keer georganiseerd en trok toen ruim 84.000 bezoekers.
In 2020 en 2021 was er geen Libelle Zomerweek vanwege de coronapandemie die in 2020 uitbrak. Hierdoor lag Nederland zowel in mei 2020 als in mei 2021 volledig stil.

## Vlaamse versie
Er bestaat eveneens een Vlaamse versie van Libelle, die door Roularta wordt uitgegeven. De Vlaamse Libelle is volledig autonoom en totaal verschillend van de Nederlandse versie.